# Roc Alabern i Borrull

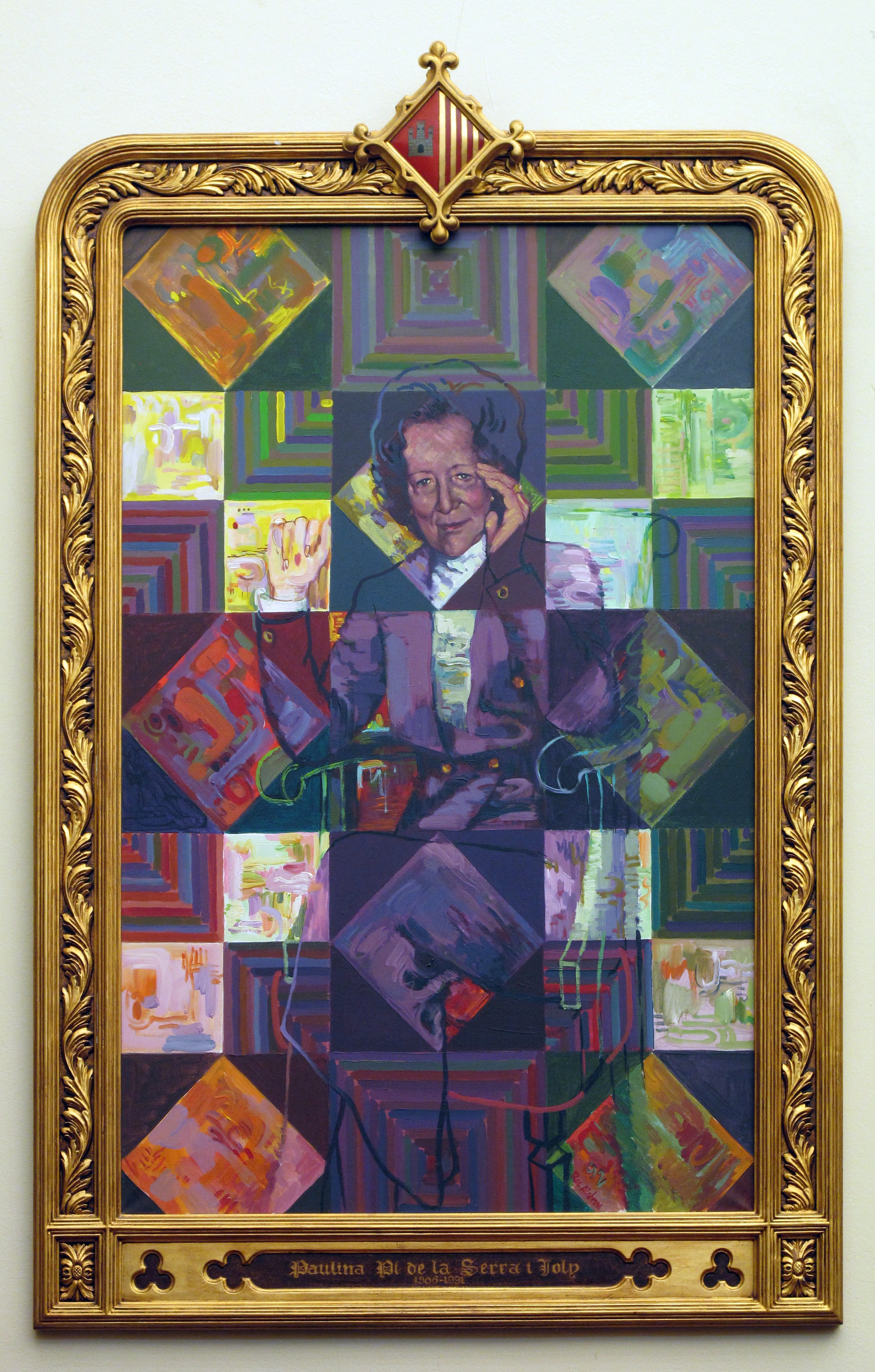
Entre les seves obres destaca el retrat de Paulina Pi de la Serra, que el 1992 va entrar a la galeria dels terrassencs il·lustres.

Roc Alabern i Borrull (Terrassa, 1945 - Fonteta, 2003) va ser un artista català.
Els seus orígens van estar lligats a la representació pictòrica del paisatge i va evolucionar cap a l'abstracció geomètrica fins a arribar a fusionar la natura i l'ordre. Va fer diverses exposicions, més de la meitat en diversos espais de Terrassa, Barcelona i Girona, però també a Londres, Mèxic o Denver, entre d'altres.